# Ministère du Transport (Venezuela)
Le ministère du Transport (Ministerio del Poder Popular para el Transporte, en espagnol, littéralement, « ministère du Pouvoir populaire pour le Transport ») est un ministère du gouvernement du Venezuela. Son titulaire actuel est Ramón Celestino Velázquez depuis le 16 mai 2022.

## Chronologie
Le ministère antérieur s'intitule ministère du Transport et des Travaux publics jusqu'au 4 janvier 2017, date à laquelle le président Nicolás Maduro le dissout par décret n°2.650 publié au Journal Officiel n°41.067 et sépare ses compétences en deux entités, le ministère des Travaux publics qu'il confie à César Alberto Salazar Coll et le présentement ministère du Transport qui est confié depuis août 2016 à Ricardo Molina. Ce dernier est remplacé par Juan García Toussaintt le 20 juin 2017.

## Liste des ministres par ministère

### Liste des ministres du Transport
| Image | Nom                       | Parti | Début                 | Fin          |
| ----- | ------------------------- | ----- | --------------------- | ------------ |
|       | Ramón Celestino Velázquez |       | Depuis le 16 mai 2022 |              |
|       | Hipólito Abreu            |       | 14 juin 2018          | 16 mai 2022  |
|       | Carlos Osorio             |       | 2017                  | 2018         |
|       | Juan García Toussaintt    |       | 20 juin 2017          | ?            |
|       | Ricardo Molina            |       | 4 janvier 2017        | 20 juin 2017 |

### Liste des ministres du Transport et des Travaux publics
| Image | Nom              | Parti | Début           | Fin              |
| ----- | ---------------- | ----- | --------------- | ---------------- |
|       | Ricardo Molina   |       | 2 août 2016     | 4 janvier 2017   |
|       | Luis Sauce       |       | décembre 2015   | 2016 ?           |
|       | Haiman El Troudi |       | 24 octobre 2014 | 4 septembre 2015 |

### Liste des ministres du Transport terrestre
| Image | Nom                    | Parti | Début | Fin  |
| ----- | ---------------------- | ----- | ----- | ---- |
|       | Juan García Toussaintt |       | 2011  | 2013 |